# Glyceria
Glyceria és un gènere de plantes de la família de les poàcies, ordre de les poals, subclasse de les commelínides, classe de les liliòpsides, divisió dels magnoliofitins.

## Taxonomia
- Glyceria arctica Hook.
- Glyceria declinala Bréb.
- Glyceria flavescens M. E. Jones
- Glyceria fluilans (L.) R. Br.
- Glyceria latifolia Colton
- Glyceria lemmoni Vasey
- Glyceria ovatiflora Keng
- Glyceria plicata (Fries) Fries

(vegeu-ne una relació més exhaustiva a Wikispecies)

## Sinònims
Devauxia Kunth, nom. inval., 
Exydra Endl., 
Heleochloa Fr., nom. inval., 
Hemibromus Steud., 
Hydrochloa Hartm., 
Hydropoa (Dumort.) Dumort., 
Nevroloma Raf., 
Plotia Steud., nom. inval., 
Porroteranthe Steud.